# Mieczysław Szargan
Mieczysław Michał Szargan (ur. 20 września 1933 w Bożejewicach, zm. 8 września 2021 w Łodzi) – polski poeta, prozaik, aktor, reżyser teatralny oraz redaktor łódzkiej telewizji (od 1967 roku). Absolwent PWSTiF w Łodzi. 

## Twórczość literacka

### Zbiory wierszy
- Brzeg barwy (1961)
- Jesień z Judaszem (1966)
- Stół (1969)
- Jabłonkowe żebra (1972)
- Powrót świata (1976)
- Czarny bez (1980)
- Rumianek i wilki (1984)
- Wstęga Kainowa (1991)
- Warstwy rodzinne (1993)
- Zakryte lustro (2003)

### Aforyzmy i fraszki
- Ukwiały (1991)
- Pośmiewisko (1989)
- Diabeł na listku (2005)

### Opowiadania
- Świerszcze (1970)

### Prace edytorskie
Tylko dla poważnych (1986) – wybór i opracowanie prozy Zygmunta Fijasa
Utwory autora były tłumaczone na języki obce i drukowane w antologiach, m.in. w Moderne Erzähler der Welt. Polen 46 (Klaus Staemmler 1975).